# Terschellingia magna
Terschellingia magna is een rondwormensoort uit de familie van de Linhomoeidae. De wetenschappelijke naam van de soort is voor het eerst geldig gepubliceerd in 1955 door Gerlach.